# Grêmio Esportivo Sapucaiense
O Grêmio Esportivo Sapucaiense é um clube de futebol brasileiro da cidade de Sapucaia do Sul, na região metropolitana de Porto Alegre, no estado do Rio Grande do Sul. Suas cores são o vermelho e o preto.

## História
O Grêmio Esportivo Sapucaiense foi fundado em 28 de julho de 1941, após o fechamento do Grêmio Esportivo Iraí, clube fundado em 1936, de cores vermelha e preta, do qual o Sapucaiense herdou os uniformes e o campo, situado no mesmo lugar onde hoje localiza-se o Arthur Mesquita Dias.

Formação do Sapucaiense no início dos anos 60, com Alcindo (segundo agachado, da esquerda para a direita) e Kim (terceiro agachado, da esquerda para a direita). Dois ídolos da dupla Grenal.

Desde sua fundação, até o ano de 2004, o Sapucaiense foi um clube amador que se destacava nos campeonatos municipais de Sapucaia do Sul, rivalizando com equipes amadoras tradicionais da cidade. Seus principais adversários eram o Vera Cruz, a Vila Vargas, o Sial e o Taurus, times com os quais o Sapucaiense disputava acirrados clássicos. Nesse período, também participou de edições do Campeonato Gaúcho Amador e da Copa Encosta da Serra.
Ao longo dos anos o Sapucaiense foi se destacando, passando a disputar competições oficiais da Federação Gaúcha de Futebol com suas equipes das categorias de base. Em 1999 a FGF lançou um campeonato estadual amador entre cidades para garotos com idade até 21 anos, denominado Copa Sul Sub-21. O Sapucaiense representou Sapucaia do Sul e foi campeão. Em 2003, o clube foi campeão da Copa Encosta da Serra.
Essa ascensão do Sapucaiense culminou com a sua profissionalização em 2005, quando passou a disputar o Campeonato Gaúcho e a Copa FGF.
Em 2007 o clube foi campeão da Série A2, marco que fixou o rubro-negro de Sapucaia do Sul no cenário do futebol profissional do Rio Grande do Sul e garantiu o acesso do clube, pela primeira vez, para a Série A.
O Sapucaiense disputou a Série A do Gauchão durante dois anos consecutivos. Em 2008, no seu ano de estreia, superou as expectativas e terminou o campeonato num honroso 6º lugar. Uma campanha histórica para o clube e para a cidade. Porém, no Gauchão de 2009 o Sapucaiense fez uma campanha muito irregular e terminou a competição no 15º lugar, retornando para a Série A2.
Devido ao 3º lugar conquistado na Copa FGF de 2010 e pelo fato de a final do Gauchão de 2011 ter sido decidida pela dupla Grenal, o Sapucaiense conseguiu classificação para disputar a Copa do Brasil de 2012. Em sua primeira competição nacional da história, foi eliminado na 1ª fase pela equipe da Ponte Preta.
O Sapucaiense já participou do Campeonato Gaúcho de Futebol Feminino e também disputou competições de futsal masculino, tendo conquistado a Copa Lavoisier em 2013. Além disso, o clube disputou edições do Campeonato Gaúcho de Futebol Master, tendo sido vice-campeão em duas oportunidades (2005 e 2006).
Dois grandes jogadores da história do futebol brasileiro (e que disputaram Copas do Mundo) começaram a jogar futebol no Sapucaiense: Alcindo (Copa de 1966) e Douglas Costa (Copa de 2018).

## Estádio Arthur Mesquita Dias
O Sapucaiense possui estádio próprio, o Arthur Mesquita Dias, com capacidade para 2.500 torcedores. Ele é utilizado pelo Sapucaiense e, eventualmente, alugado a clubes que não têm estádio para a disputa de competições profissionais e para jogos do campeonato municipal amador de Sapucaia do Sul. Seu nome homenageia um dos fundadores do clube, que também foi zagueiro do time na época amadora.

## Títulos
| Estaduais         | Estaduais                           | Estaduais | Estaduais       |
|                   | Competição                          | Campeão   | Vice-campeão    |
| Rio Grande do Sul | Campeonato Gaúcho - Série A2        | 1 (2007)  | -               |
| Rio Grande do Sul | Repescagem da Série A2              | 1 (2005)  | -               |
| Rio Grande do Sul | Copa Encosta da Serra (Amador)      | 1 (2003)  | -               |
| Rio Grande do Sul | Copa Sul Sub-21 (Amador)            | 1 (1999)  | -               |
| Rio Grande do Sul | Copa Lavoisier (Futsal)             | 1 (2013)  | -               |
| Rio Grande do Sul | 1º Turno da Série B                 | -         | 1 (2013)        |
| Rio Grande do Sul | Campeonato Gaúcho de Futebol Master | -         | 2 (2005 e 2006) |
| ----------------- | ----------------------------------- | --------- | --------------- |

## Estatísticas

### Participações
| Competição        | Competição        | Temporadas | Melhor campanha | Estreia | Última | P | R |
| Rio Grande do Sul | Campeonato Gaúcho | 2          | 6º lugar (2008) | 2008    | 2009   |   | 1 |
| Rio Grande do Sul | Série A2          | 6          | Campeão (2007)  | 2005    | 2012   | 1 | 1 |
| Rio Grande do Sul | Série B           | 9          | 4º lugar (2013) | 2013    | 2023   | – |   |
| Rio Grande do Sul | Copa FGF          | 8          | 3º lugar (2010) | 2005    | 2022   |   |   |
| Rio Grande do Sul | Super Copa Gaúcha | 1          | 1ª fase (2016)  | 2016    | 2016   |   |   |
| Brasil            | Copa do Brasil    | 1          | 1ª fase (2012)  | 2012    | 2012   |   |   |

## Torcidas Organizadas
- Camisa 12[18]
- Barra do Sapo[19]

## Publicações sobre o Sapucaiense
Livros
- CANTARELLI, Leonardo P.; FLECK, Luis Felipe. Sapucaiense 2007, O improvável aconteceu[20]. São Carlos - SP: Pedro e João Editores, 2023. ISBN 9786526503225